# Causses och Cevennerna
Causses och Cevennerna är ett franskt världsarv bestående av ett agralt kulturlandskap i de intill varandra liggande bergsområdena Causses och Cevennerna i södra Frankrike.